# Paulo de Tarso Campos
Paulo de Tarso Campos (Jaú, 24 agosto 1895 – Campinas, 2 marzo 1970) è stato un arcivescovo cattolico brasiliano, primo arcivescovo metropolita di Campinas.

## Biografia
Nacque il 24 agosto 1895 a Jaú, figlio di José Vicente e di Ana Guilhermina Mendonça.
Iniziò gli studi a Jaú presso il Grupo Escolar Pádua Sales e successivamente frequentò la Escola Modelo Caetano de Campos a San Paolo. Si formò come sacerdote nel seminario minore di Pirapora e nel seminario provinciale di San Paolo, dove completò gli studi di filosofia e teologia e fu ordinato sacerdote il 15 agosto 1920, presso la chiesa della Consolação, a San Paolo, dal vescovo José Marcondes Homem de Mello. 
Dal 1923 al 1928 insegnò nel seminario provinciale di San Paolo, per poi trasferirsi in Belgio per studiare all'Université catholique de Louvain, dove si specializzò in scienze sociali. Tornato in Brasile, nel 1931 riprese la cattedra in seminario e il 1º marzo 1932 fu nominato parroco della parrocchia di Santa Cecília a San Paolo, occupandosi in modo particolare della vita religiosa e della formazione dei giovani universitari.

### Ministero episcopale
Il 1º giugno 1935 papa Pio XI lo nominò vescovo della diocesi di Santos, ricevendo l'ordinazione episcopale il 14 luglio successivo, nella chiesa di Santa Cecília di San Paolo, per l'imposizione delle mani dell'arcivescovo Duarte Leopoldo e Silva. Durante il suo ministero fondò nel 1939 l'opera di assistenza sociale ALA (Assistência ao Litoral de Anchieta), volta a fornire assistenza sociale alle popolazioni della zona costiera, attraverso l'alfabetizzazione e l'istruzione, la profilassi delle malattie endemiche e la lotta alla mortalità infantile e all'alcolismo. Si dedicò anche, a Santos, alla costruzione della cattedrale di Nostra Signora del Rosario. In preparazione al grande congresso eucaristico nazionale di San Paolo, dal 20 al 27 luglio 1941 preparò il congresso eucaristico diocesano, un vero evento religioso che toccò il cuore e la vita di tutti il popolo diocesano, oltre ad essere un notevole dimostrazione di pubblica fede nell'Eucaristia.
Il 17 dicembre 1941 papa Pio XII lo nominò vescovo di Campinas, prese possesso della diocesi il 1º marzo 1942. Il 19 aprile 1958 lo stesso papa, con la bolla Sacrorum Antistitum elevò la diocesi al rango di arcidiocesi e contestualmente monsignor Campos venne elevato arcivescovo metropolita. Durante il suo ministero pose le basi per la creazione nel 1944 della diocesi di Piracicaba, riadeguandone i confini territoriali, e si adoperò per la costruzione dei nuovi edifici per la residenza vescovile, la curia, il centro pastorale Pio XII e ristrutturò la cattedrale. Incoraggiò l'espansione delle facoltà dell'università cattolica, incorporando il Colégio Pio XII nell'Università e con l'aiuto dell'associazione Cruzada das Senhoras Católicas organizzò varie opere di beneficenza. Nel 1964 fondò il museo dell'arcidiocesi.
Fu padre conciliare durante il Concilio Vaticano II, partecipando alle prime due delle quattro sessioni.
Il 19 settembre 1968 si dimise per motivi di salute, venendo contestualmente nominato arcivescovo titolare di Garba. 
Morì il 2 marzo 1970 all'età di 74 anni. Fu sepolto nella cripta della cattedrale di Campinas.

## Genealogia episcopale e successione apostolica
La genealogia episcopale è:
- Cardinale Scipione Rebiba
- Cardinale Giulio Antonio Santori
- Cardinale Girolamo Bernerio, O.P.
- Arcivescovo Galeazzo Sanvitale
- Cardinale Ludovico Ludovisi
- Cardinale Luigi Caetani
- Cardinale Ulderico Carpegna
- Cardinale Paluzzo Paluzzi Altieri degli Albertoni
- Papa Benedetto XIII
- Papa Benedetto XIV
- Papa Clemente XIII
- Cardinale Bernardino Giraud
- Cardinale Alessandro Mattei
- Cardinale Pietro Francesco Galleffi
- Cardinale Giacomo Filippo Fransoni
- Cardinale Carlo Sacconi
- Cardinale Edward Henry Howard
- Cardinale Mariano Rampolla del Tindaro
- Cardinale Rafael Merry del Val
- Arcivescovo Duarte Leopoldo e Silva
- Arcivescovo Paulo de Tarso Campos

La successione apostolica è:
- Vescovo Ruy Serra (1948)
- Cardinale Agnelo Rossi (1956)
- Arcivescovo Bernardo José Bueno Miele (1963)
- Vescovo Tomás Vaquero (1963)